# ユーリー・レビド
ユーリー・アナトリヨヴィチ・レビド（ウクライナ語: Ю́рій Анато́лійович Лебідь、1967年5月2日 - ）は、ウクライナの軍人。2022年2月25日から2023年7月8日までウクライナ国家親衛隊司令官を務めた。

## 経歴
1967年5月2日にウクライナ・ソビエト社会主義共和国スームィで誕生する。1988年にスームィ高等砲兵学校、2004年にウクライナ国防大学校を卒業後、ウクライナ国内軍第47特殊任務連隊「ティーグル」の小隊長、そして連隊長を務め、2013年のユーロマイダンでは、12月9日にキーウ州ヴァスィリキーウで、治安部隊の進路を封鎖して妨害していたデモ隊を撃退した。
2014年にウクライナ国家親衛隊東部作戦地域司令部司令官に任命され、5月12日にドネツィク州ドネツィクからの帰還途中、正体不明の武装勢力に拉致され、一週間後に解放された。
2019年6月13日にウクライナ国家親衛隊副司令官に任命され、2022年2月25日にはウクライナ国家親衛隊司令官に就任した。
2023年7月8日、ウクライナ国家親衛隊司令官を解任された。

## 栄典
- 3等ボフダーン・フメリニツキー勲章（英語版） - 2016年3月25日[7]